# Objaw Owińskiego
Objaw Owińskiego, objaw wierzchołkowo-uciskowy, OWU – bolesność uciskowa (przy dotyku palcem lub narzędziem) błony śluzowej wyrostka zębodołowego w okolicach korzenia zęba. Objaw ten może wskazywać na toczące się zapalenie tkanek okołowierzchołkowych.